# Битва при Ани
Битва при Ани (арм. Անիի ճակատամարտ, греч. Μάχη του Ανίου) — битва, произошедшая в 1042 году между войсками Анийского царства под командованием Ваграма Пахлавуни и Византии под командованием Константина IX в городе Ани.

## Предыстория
Византийский император Мономах, узнав о смерти Ованеса Смбата, в соответствии с завещанием, которое он дал, требует, чтобы Анийское царство  было передано ему, и отправляет войска в Ани. 

## Ход сражения
Ваграм и царь Гагик II быстро собирают войско чтобы защитить Ани и изгнать чужеземцев. Войска состоят из 30 000 пехотинцев и 20 000 всадников, и их разделяют на три дивизии. Возникла схватка с византийцами, численностью в 100 000 человек. Сражение было настолько жестоким, что река Ахурян стала красной от пролитой крови.

## Итоги
Византийцы теряют в общей сложности 20 000 солдат. Благодаря этой победе, Ваграму Пахлавуни вместе с Католикосом Петросом I Гетадарцем удаётся короновать Гагика II и захватить Ани у Саркиса Хайказна.  Однако византийцы не отказываются от мысли завоевать Анийское царство после этого поражения и к 1044 году нападают на Ани еще трижды, но каждый раз, встречая сопротивление армян, вынуждены отступать. Не добившись  успеха в открытом противостоянии, византийский император Константин IX Мономах под предлогом мирных переговоров пригласил Гагика II в Константинополь. Несмотря на уговоры советников не принимать предложение императора, Гагик, прислушавшись к мнению князя-предателя Саркиса и католикоса Петроса I Гетадарца, в конечном итоге согласился поехать в Константинополь. После приезда царя в византийскую столицу император Константин Мономах потребовал у него отказаться от трона в пользу Византии. Гагик II отверг требования императора и долго сопротивлялся, за что был арестован, но когда к нему дошла весть, что Вест Саркис и католикос Петрос I отправили ключи от столицы императору, а армянский народ якобы решил отдать Ани византийцам, он отрёкся от своего трона.
В столице империи Константинополе Гагика сначала принимают как князя, но затем требуют от него передать ключи от Ани и получить взамен обширные владения в Малой Азии. Армянский царь отвергает предложение императора и, зная, что Саркис Хайказн и Петрос уже передали ключи от ворот столицы, говорит: «Я господин и царь Армении, и Армению вам не отдам, вы обманом привели меня в Константинополь». Император Мономах,устранив с политической  сцены Гагика II, отправляет крупное войско  для установления контроля над Ани. Город был захвачен византийцами  в 1045 году, результатом чего стало  упразднение Анийского царства Багратуни (Багратидов). 

## Образ в художественной литературе
Армянский писатель Баграт  Айвазянц  (1862 - 1934) изобразил перипетии судеб Гагика II  и Анийского царства  в своем  историческом романе "Гибель Ани" (Անին ծախուեցաւ; другое название: Անիի կործանումը, "Разрушение Ани").